# George Herbert Mead
George Herbert Mead, ameriški filozof, sociolog in psiholog, * 27. februar 1863, South Hadley, Massachusetts, ZDA, † 26. april 1931, Chicago, Illinois, ZDA.
George Herbert Mead je bil ameriški filozof, sociolog in psiholog. Njegova dela in teorije sta oblikovala pragmatizem in funkcionalizem, zato ga prištevamo med utemeljitelje filozofije pragmatizma. Prav tako je imel velik vpliv na razvoj sociološke socialne psihologije, saj je njegovo delo temelj simbolnega interakcionizma.

## Življenjepis
Rodil se je 27. februarja 1863 v zvezdni državi Massachusetts. Študiral je na kolidžu Oberlin. Diplomiral je leta 1883. Leta 1887 je začel obiskovati Univerzo Harvard kot študent filozofije, med študijem pa se je preusmeril na psihologijo in iz nje tudi diplomiral. Nato se je leta 1888 preselil v Nemčijo, kjer je v Leipzigu študiral en semester, za tem pa se je prepisal na Univerzo v Berlinu, kjer pa ni doktoriral. Leta 1891 se je namreč zaposlil na Michinganski univerzi in se poročil s Helen Castle. Tri leta kasneje se je pridružil Čikaški univerzi, kjer je bil zaposlen do smrti, 26. aprila leta 1931.

## Dela
V svoji karieri je redno objavljal filozofske in psihološke članke, ki jih je napisal okoli 100, nikoli pa ni objavil knjige. Po njegovi smrti je nekaj njegovih učencev iz zapiskov iz predavanj in neobjavljenih člankov sestavilo zbirko štirih knjig: »Um, sebstvo, družba« (Mind, Self and Society), »The Philosophy of the Present«, »The Philosophy of the Act« in »Movements of Thought in the Nineteenth Century«.
Glavni namen Meadovega dela je razrešiti problem odnosa med posameznikom in družbo. Njegovo področje socialne psihologije je preučevanje doživljanja in vedenja posameznega organizma ali sebstva v odvisnosti od skupine, ki ji pripada. Ni se strinjal z Watsonovim mnenjem, da zavesti in uma ni, kljub temu pa se behaviorističnemu pristopu ni hotel v celoti odpovedati.
Razumevanje fizioloških mehanizmov se je Meadu zdelo ključnega pomena za razumevanje človekovega socialnega vedenja. Svoj raziskovanje in razmišljanje je začel z obravnavanjem človeškega uma, katerega osnovna značilnost naj bi bila zmožnost reagiranja na svoje lastne naravnanosti.

### Simbolna interakcija
Simbolna interakcija, bolj natančno 'teorija socialnega behaviorizma' ali 'teorija duševnosti in jaza' je najbolje opisana v njegovem največjem delu, »Um, sebstvo, družba« (Mind, self, society), ki je izšlo leta 1934, torej tri leta po avtorjevi smrti. Teorija temelji na treh tezah:
- Simbolna interakcija in komunikacija je konstitutivni in najpomembnejši del človekovega obnašanja;
- Človekova duševnost izvira iz simbolne interakcije;
- Človekov jaz se oblikuje skozi vloge in perspektive, ki so rezultanta posameznikovih izkušenj v simbolni interakciji.

### Um
Po Meadu se naše duševno delovanje oblikuje v procesu socialne interakcije. Nosilec socialne interakcije je komunikacija. Jezik in govor sta po njegovem mnenju komuniciranje s pomočjo simbolov. Simbol, ki nekaj pomeni, je gesta, te pa spremljajo funkcionalno izenačeni odzivi. Posameznik pričakuje odzive drugih in zato lahko zavestno in namerno deluje tako, da bo izzval ustrezne odzive. Nujni pogoj, da človek zazna in razume pričakovanja in hotenja drugih ljudi in na osnovi tega organizira lastno delovanje, je izmenjava jezikovnih gest, ki imajo za vse udeležence enak ali vsaj podoben pomen. Svoje delovanje organizira glede na svoja pretekla in predvidena prihodnja delovanja, ter glede na pretekla in prihodnja delovanja drugih, ki so ali bodo odgovor na njegova.
Jezik je tisto, kar mislimo z umom – um je proces komunikacije: v ravnanje posameznika uvaja zunanje procese in mu s tem omogoča, da se sooči s problemi. Jezikovna interakcija proizvaja in ohranja človeško zavest. Poznamo dve obliki zavesti oziroma zavedanja:
- zavestno doživljanje, ki je posledica občutljivosti organizma na lastno okolje;
- samozavedanje, ki je oblika zavedanja, ki se vedno nanaša na ‘jaz’. Je refleksivna zavest, ki se ustvarja tako, da človek jezikovno komunikacijo med ljudmi oz. z drugimi ljudmi prenaša na komunikacijo s samim seboj. Samozavedanje je rezultat procesa, v katerem posameznik prevzema stališča drugih do sebe in hkrati poskuša sebe opazovati s stališča drugih.

### Sebstvo
Postopoma si vsak posameznik oblikuje lastna pojmovanja o sebi, ki temeljijo na izjavah in obnašanju drugih, ki se nanašajo na nas. Najbolj nas oblikujejo mnenja tistih, ki imajo v našem življenju največjo vlogo. Izjave in mnenja drugih se v našo duševnost vtisnejo v posplošeni obliki, kot »posplošeni drugi«.
Naš jaz je sestavljen iz dveh vidikov:
- vidik »mene« (»me«), ki je ponotranjen vidik simbolne interakcije, zlasti  ponotranjenje mnenj in stališč posplošenega drugega;
- vidik »aktivni jaz« (»I«), ki je v stalnem notranjem dialogu s ponotranjenim drugim.

Oba aspekta jaza se oblikujeta in razvijata na osnovi simbolnih perspektiv. Pri odnosih z drugimi so posebno pomembni stabilizirani vzorci pričakovanj, ki se oblikujejo glede na obnašanja posameznika v različnih socialnih kontekstih. Mead je te vzorce pričakovanih obnašanj označil kot socialne vloge. Povzetki teh vlog oblikujejo posameznikovo osebnost.

### Družba
Človeška družba ne bi mogla obstajati brez uma in sebstva, ljudje pa ne bi imeli uma in sebstva brez socialnih procesov (komunikacije) že na najnižjih stopnjah razvoja, ki omogoča njun razvoj.

### Meadova teorija
Meadova teorija trdi, da je človekovo delovanje vključno z duševnostjo produkt socialnih odnosov. Postavil je tezo, da je človek prej objekt in produkt, kot pa subjekt in proizvajalec svoje socialnosti in družbe. Ta pa je postala ena izmed podlag socialnega konstruktivizma, ki je še vedno prisoten v sodobni socialni filozofiji in psihologiji.